# 南落磯山狼
南落磯山狼（學名：Canis lupus youngi）是一個已於1935年滅絕的灰狼亞種。它曾分佈在愛達荷州的東南部，懷俄明州的西南部，內華達州的東北部，猶他州，科羅拉多州的西部和中部，亞利桑那州的西北部（大峽谷以北）和新墨西哥州的西北部。南落磯山狼是一種淺色的中型狼，與大平原狼非常相似，但它的更大，背部的毛髮的顏色也更深。

## 描述
南落磯山狼的平均高度為2.1至2.8英尺。其中，雌性長4到5英尺（1.21米），而雄性則長5到6英尺（1.21到1.82米）。南落基山狼的體重約為90磅，已知最大的標本可達到120磅（54.4公斤）。但北落磯山狼可以達到140磅（63.5公斤）。

## 分類學
南落磯山狼在分類學參考書世界哺乳動物物種 （2005年）中被認為是狼的亞種。
2005年的一項研究將現代狼的線粒體DNA排序與1856年至1915年間採集的34個標本的DNA排序進行了比較。歷史種群被發現擁有現代狼兩倍多的遺傳多樣性，這也表明了在美國西部滅絕的狼的mDNA多樣性是現代種群的兩倍多。墨西哥狼，已滅絕的大平原狼和已滅絕的南落基山狼所擁有的一些單倍型形成了一個獨特的「南方分支」。除了南部的分支，所有北美狼都與來自歐亞大陸的狼群一起分組，並形成了一個北美獨有的群體。根據南部分支的广泛分布区域顯示，其亚种的公认界限的基因流动非常广泛。